# Marienkapelle (Aachen-Burtscheid)

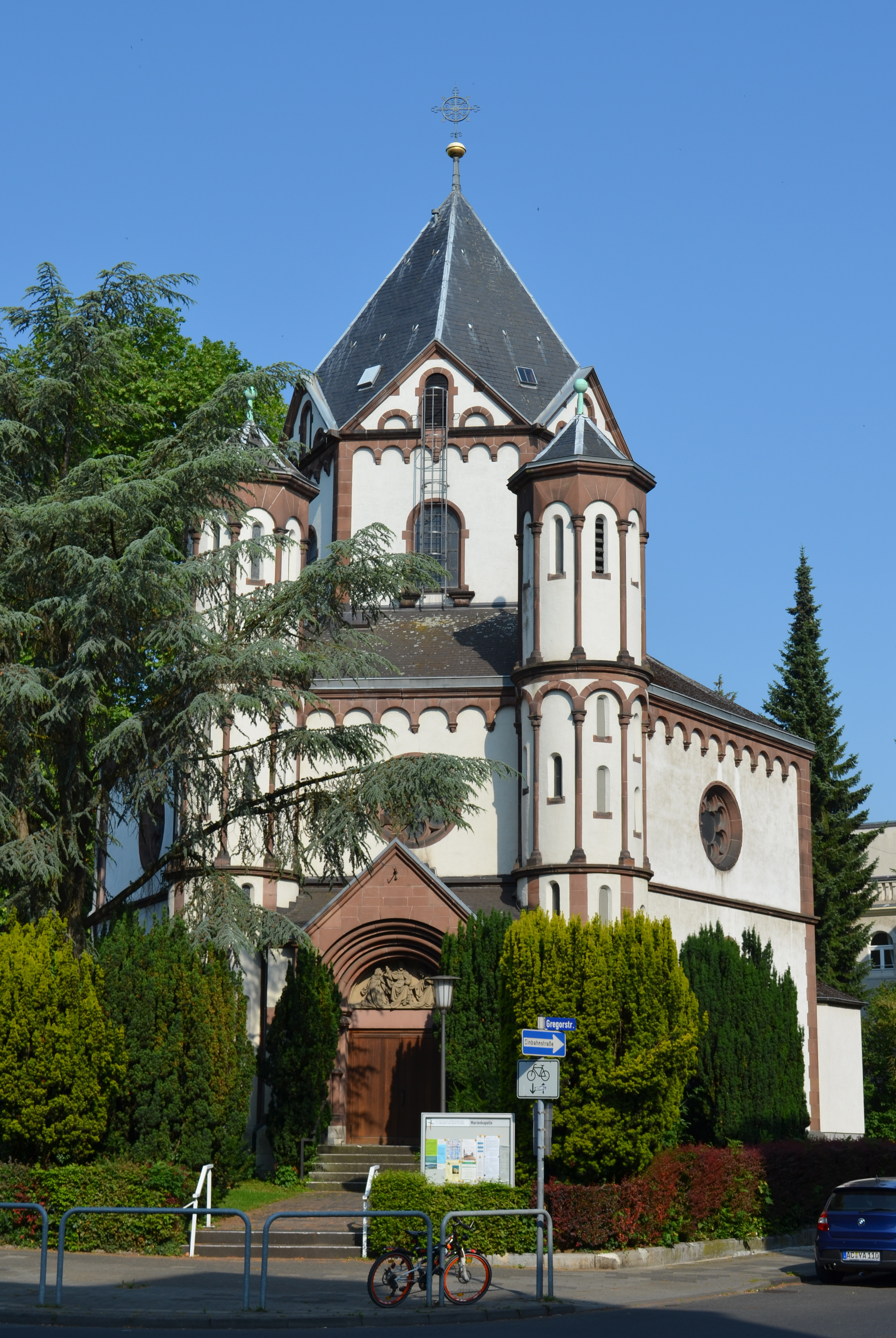
Marienkapelle Burtscheid

Die Marienkapelle ist eine der Gottesmutter Maria geweihte Kapelle in Aachen-Burtscheid. Sie steht an der Ecke Gregorstraße/Berdoletstraße und wurde 1643/44 auf Veranlassung der amtierenden Äbtissin der Reichsabtei Burtscheid, Henrietta Raitz von Frenz, und des Mönchs Peter Kerchof zu Ehren der „Madonna von Scherpenheuvel“ errichtet. Die Kapelle enthält als wichtigsten Bestandteil das neu angefertigte Gnadenbild Mariens, dessen Darstellung dem Original in der barocken und Unserer lieben Frau geweihten Wallfahrtskirche im belgischen Wallfahrtsort Scherpenheuvel-Zichem entspricht. Die früher verwendete frz. Bezeichnung Montaigu für Scherpenheuvel leitet sich von lat. mons acutus = Spitzer Berg bzw. Scharfer Hügel her. Dies führte im Volksmund zur Bezeichnung Klein Scherpenhövel (kleiner scharfer  Hügel) oder auch nur einfach Kapellchen für die Burtscheider Marienkapelle.

## Historie
Spätestens 1681 gehörte zu der Kapelle eine an der Nordseite angebaute Einsiedelei. Die Eremitenwohnung wurde als Petit Ermitage zur Unterscheidung der Grand Ermitage bei Alt-Linzenshäuschen bezeichnet. Im 19. Jahrhundert wurde die Eremitage als Wohnung für den Küster genutzt. Nach 1796 schlossen die Franzosen die Kapelle, die am 2. Februar 1807 neu eröffnet wurde. In den Nachkriegsjahren des Zweiten Weltkriegs diente sie als Notkirche, da die Pfarrkirche St. Johann zum größten Teil zerstört worden war.

## Architektur

### 1644

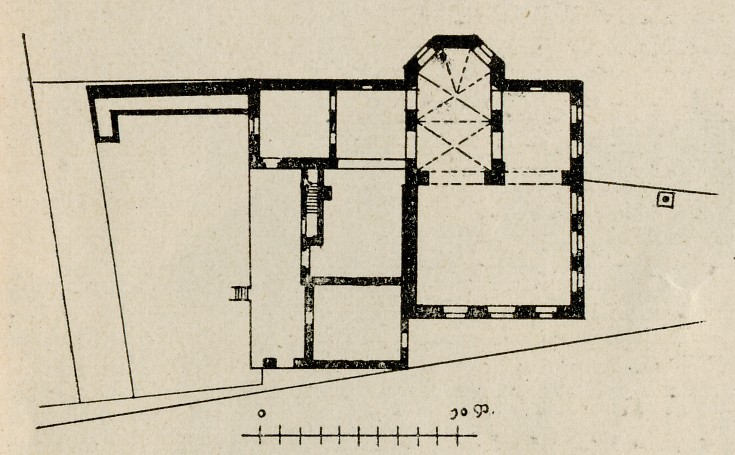
Grundriss der Marienkapelle 1644

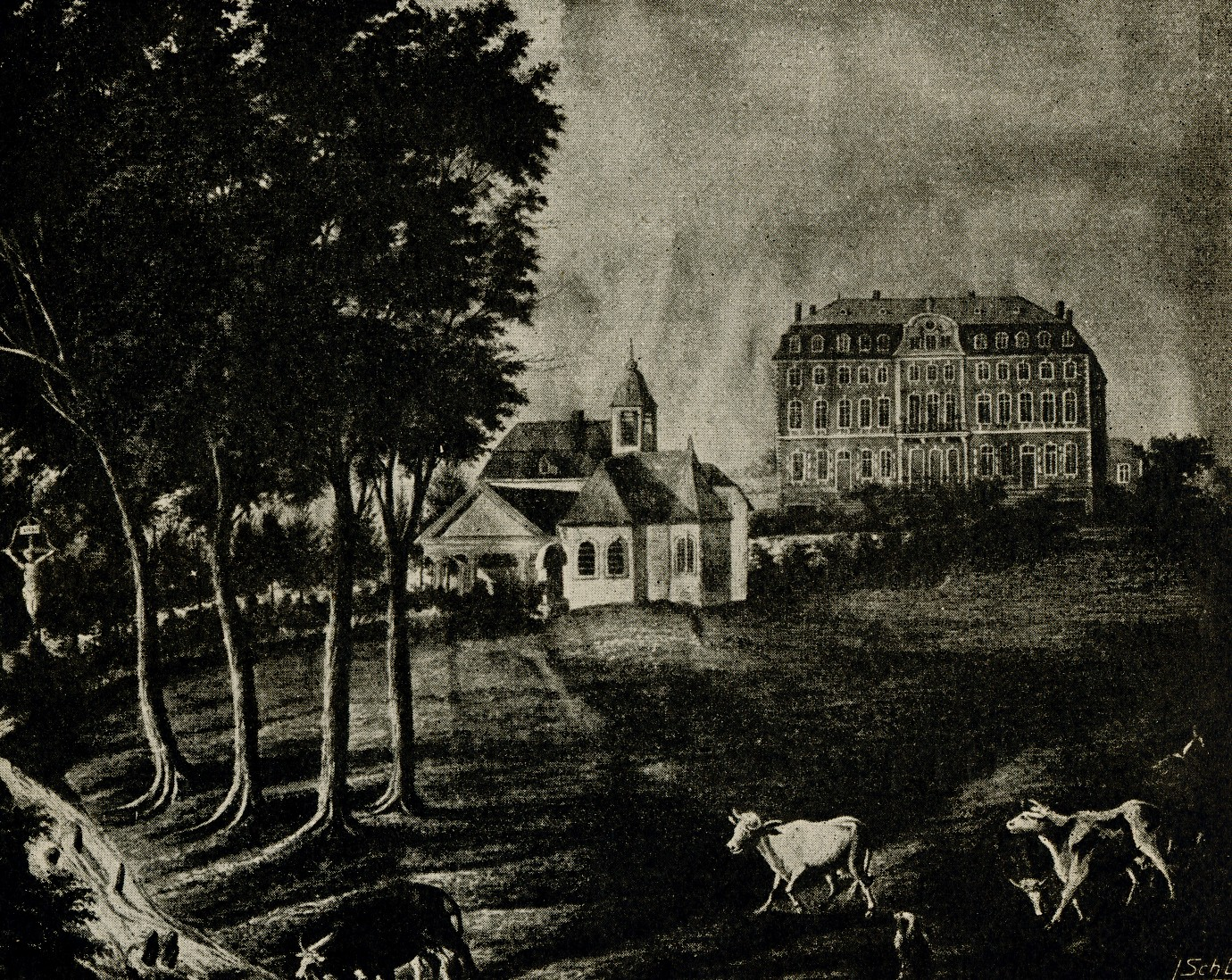
Marienkapelle und das Patrizierhaus Eckenberg um 1850

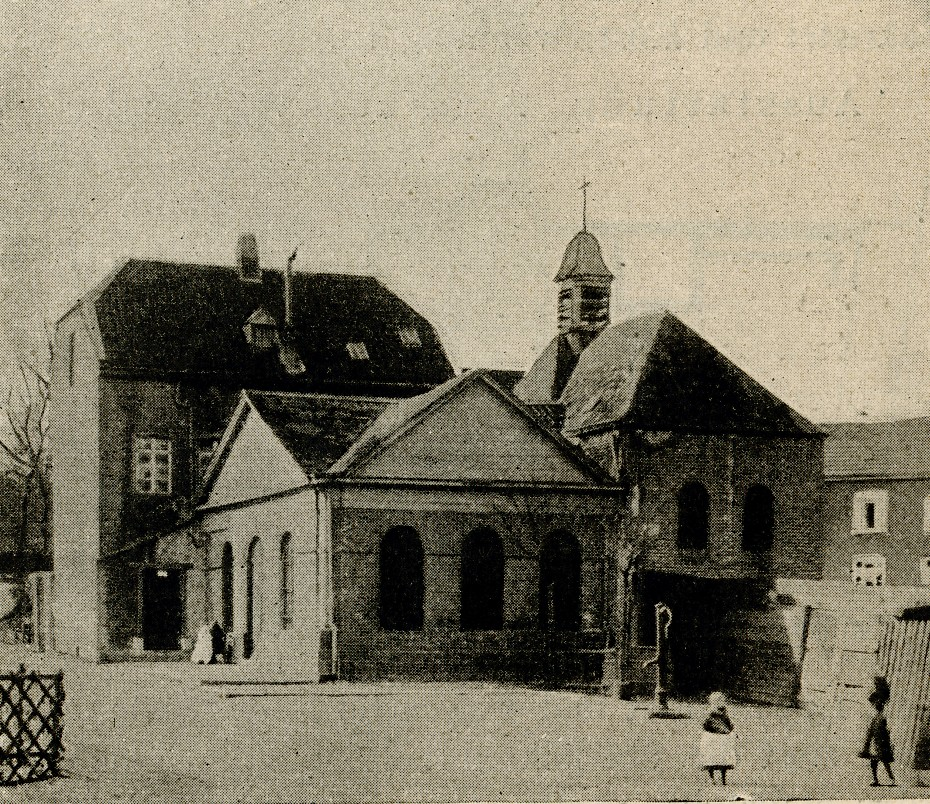
Marienkapelle 1900

Die Holz-Architektur der ursprünglichen Kapelle entsprach einem Heiligenhäuschen in Fachwerk-Manier. Der Bau der Marienkapelle, an einer Kreuzung zwischen dem Heißberg und dem Eckenberg gelegen, wurde im Jahre 1644 fertiggestellt. Da das Gebäude schon nach rund 50 Jahren baufällig geworden war, wurde es 1697 durch einen Ziegelbau ersetzt.

### 1697
Der erste Neubau wurde in Backstein-Mauerwerk ausgeführt. Aus graublauem Kalkstein wurde das Rahmenwerk eingesetzt. Der Bau war 7,60 m lang und 4,80 m breit. Vor dem polygonalen Altarraum befand sich ein einschiffiger kreuzgewölbter Innenraum.
In den Jahren 1811 und 1812 wurde eine offene Säulenvorhalle auf einem roh behauenen Quadersockel angebaut. Diese Vorhalle bestand aus vier Holzsäulen und einem Brettergiebel und öffnete sich nach Westen. Das Tympanon schmückte das Monogramm Maria in Goldbuchstaben. Im Jahr 1850 wurde die offene Vorhalle zu einem geschlossenen Bauteil umgebaut.

### 1901
Von 1901 bis 1903 wurde der heutige sechseckige Bau nach den Plänen des Aachener Münsterbaumeisters Peter Friedrich Peters im neoromanischen Stil ausgeführt. Der Haupttrakt ist zweigeschossig und geht in einen eingeschossigen, im Durchmesser kleineren und ebenfalls sechseckigen Turmaufbau über, dessen Dreiecksgiebel in einem aufgesetzten Zeltdach münden. An den beiden Ecken der Frontseite sind kleine dreigeschossige, achteckige Treppentürme angebaut, deren Ecken mittels Rundbögen verbundenen Pilastern betont sind. Die Wandflächen der Türme sind jeweils mit ein bis zwei schmalen Fensterluken ausgestattet. In den Seiten des Obergeschosses sorgen Radfenster und im Turmgeschoss Fenster im romanischen Stil für die Belichtung des Innenraums. Das Eingangstympanon schmückt ein Relief von Schumacher aus dem Jahr 1923 mit dem segnenden Christus, thronend zwischen den knienden Darstellungen von Maria und Johannes dem Täufer.

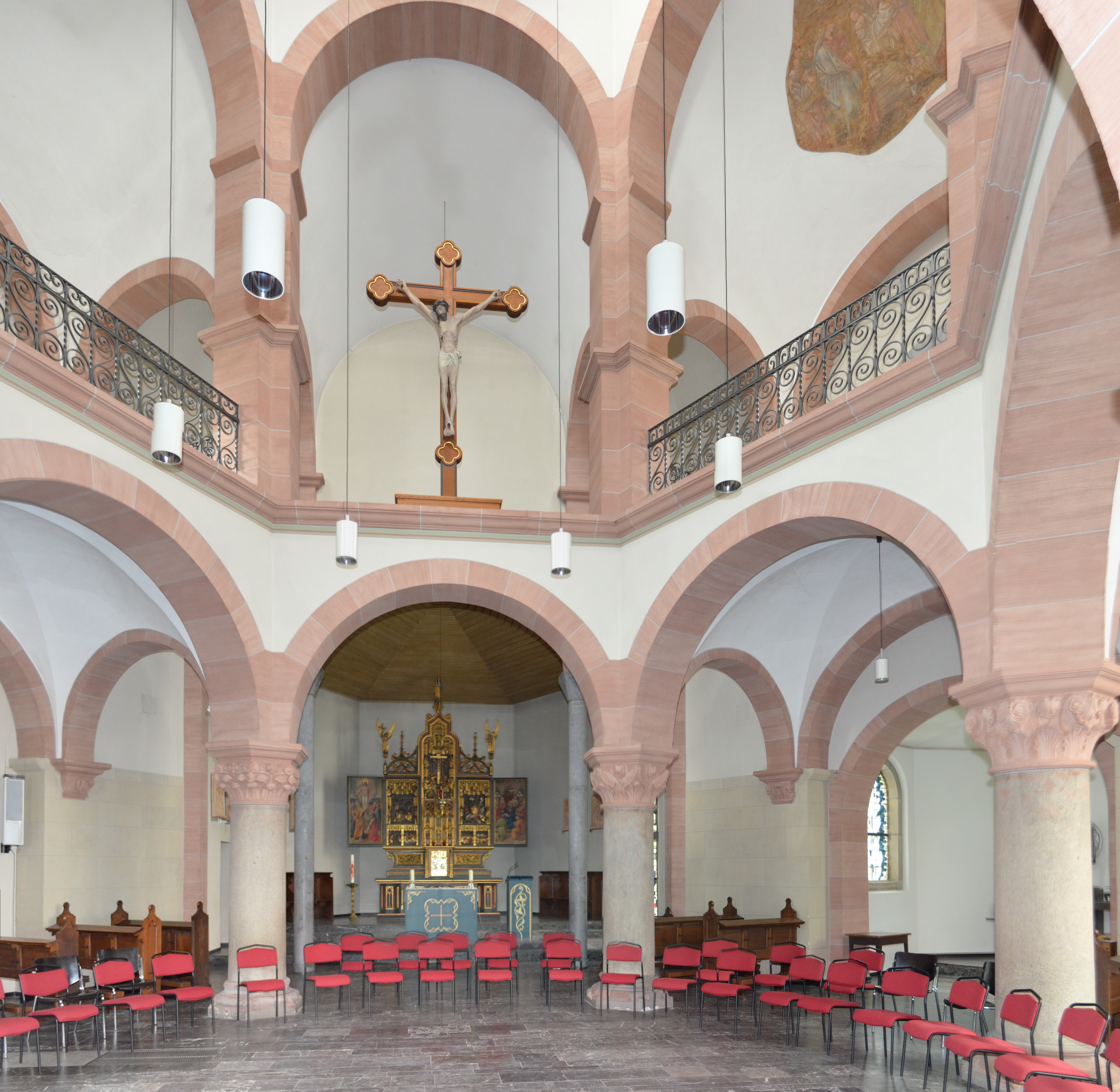
Innenansicht

Im Inneren wird das Sechseck sowohl im Untergeschoss als auch im Obergeschoss durch starke, mit Rundbögen verbundene Pfeiler geprägt. Um dieses innere Sechseck herum läuft ein mit Rundbögen versehener Umgang, über dem sich, die Empore bildend, die Galerie des Obergeschosses befindet, die nach innen durch ein schmiedeeisernes Gitter begrenzt wird. Den Abschluss der Rundbögen sowohl auf den Stützpfeilern des Sechsecks als auch im Umlauf bilden markante Kämpfer, die mit Monogrammen oder Symbolen verziert sind. Unter- und Obergeschoss sind durch ein kräftiges Gesims voneinander abgesetzt. In den Seitenflächen des Obergeschosses wurden vier Fresken und zwei Wandgemälde mit christlichen Motiven aus der Marienverehrung angebracht.
Die südliche Altarnische ist eine Kopie des ursprünglichen Kapellenchors. Dies belegt der Inschriftenstein in einer Außenmauer der Altarnische: „AUF OBRIGKEITLICHE ANORDNUNG WURDE DIESER ANBAU AUSGEFÜHRT IN DEN FORMEN DES ANNO 1644 ERRICHTETEN UND ANNO 1901 ALS BAUFÄLLIG ABGEBROCHENEN CHORES DER ALTEN MARIENKAPELLE.“ Joseph Assenmacher führte die innere Ausmalung durch. Die Einweihung des heutigen Kirchenbaus fand am 27. September 1903 statt.
Nach den Schäden im Zweiten Weltkrieg wurde die Marienkapelle in den Jahren 1957 und 1962 bis 1964 von dem Aachener Architekten Peter Salm wiederhergestellt und später unter Denkmalschutz gestellt.

## Innenausstattung

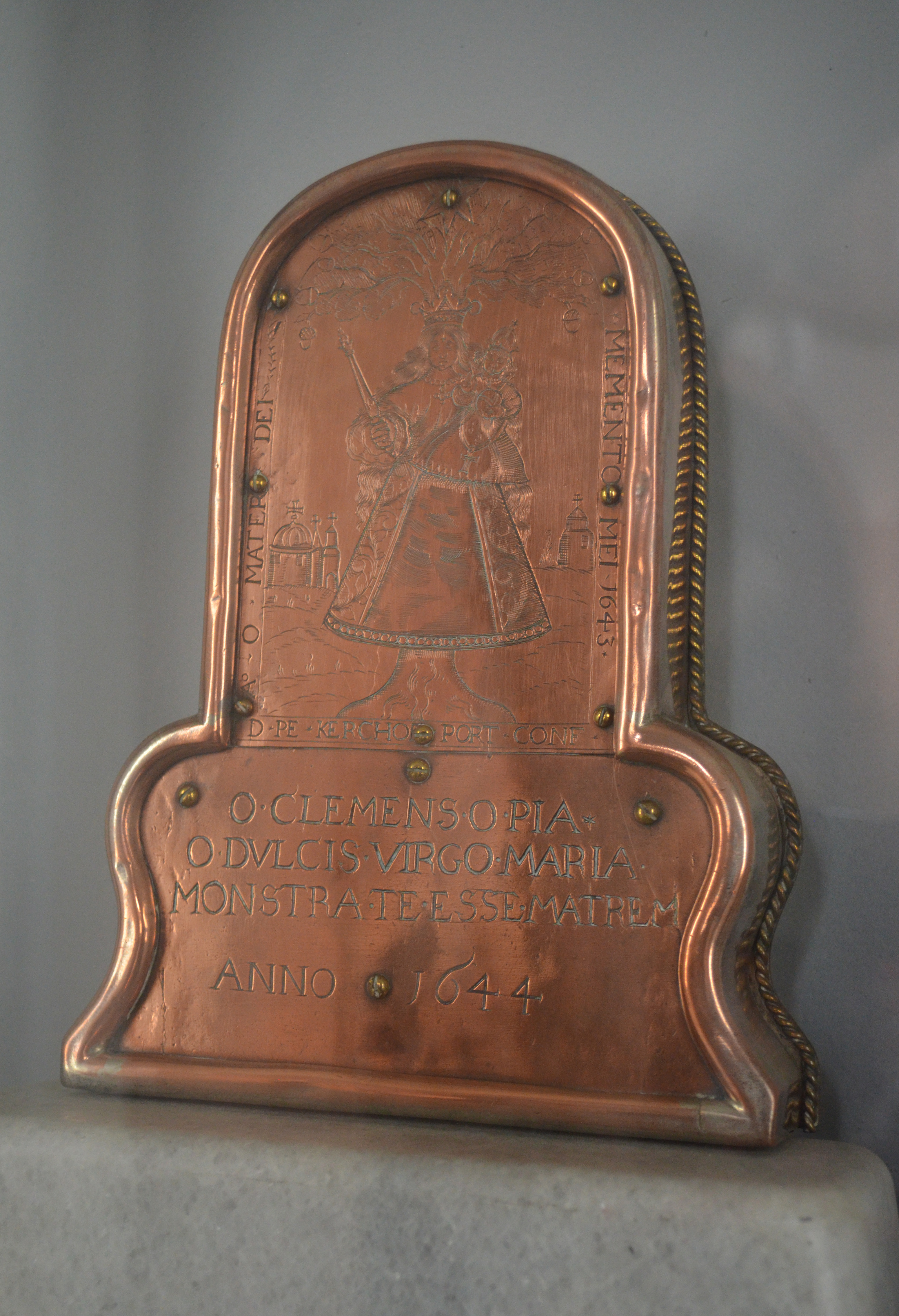
Gnadenbild von 1644

Das älteste und bedeutendste Kunstwerk der Marienkapelle ist das Gnadenbild Mariens, dessen Darstellung dem eines vergleichbaren Werks in Scherpenheuvel entspricht. Es zeigt Maria mit Kind als Himmelskönigin in langem weitem Mantel schwebend vor einem Eichenbaum. Auf dem linken Arm hält sie das Kind und in der rechten Hand das Zepter. Im Hintergrund sind links die Abtei Burtscheid und rechts die Marienkapelle dargestellt. Die eingravierte lateinische Inschrift symbolisiert sowohl ein Stoßgebet an die Mutter Maria als auch eine Erinnerung an Petrus Kerchhof, dem Beichtvater der Abtei Burtscheid. Dieser gehörte zu den Mönchen des Klosters Val-Dieu, die auf Anweisung des Vaterabts des Klosters Clairveaux die seelsorgerische Betreuung der Burtscheider Nonnen übernommen hatten. Er starb 1645 und wurde in Burtscheid begraben. Am 20. September 1983 wurde das Kunstwerk gestohlen. Der Aachener Maler und Grafiker Jupp Kuckartz, der als Kunsterzieher an der Realschule Patternhof tätig war und zu den Gründungsmitgliedern der Aachener Gruppe 65 zählt, erhielt daraufhin den Auftrag, eine Nachbildung anzufertigen.

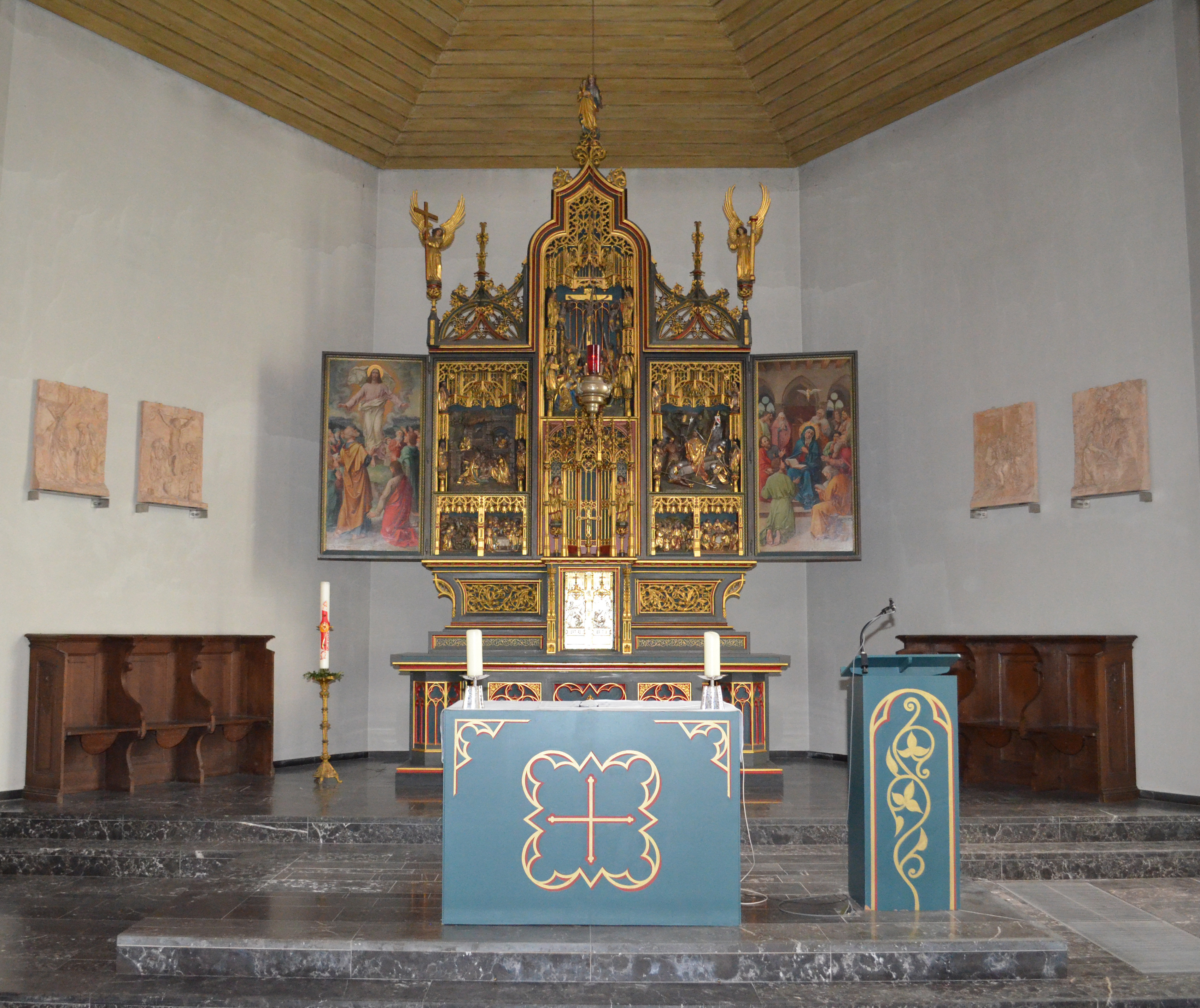
Altar und Sakristeischrank

Weitere bedeutende Bestandteile der Inneneinrichtung der Kapelle sind der Sakristeischrank aus Eichenholz aus dem 17. Jahrhundert, der reichlich geschmückte hölzerne Rokoko-Altaraufsatz, der den silbernen Tabernakel umgibt, das in Messingblech getriebene, 60 cm hohe Lavabo aus dem Zeitraum um 1700 und ein Glasgemälde von Ferber aus der Zeit um 1850 mit der Darstellung Mariens und des Hl. Josephs.
Seit 1977 beherbergt die Marienkapelle einen hölzernen Kreuzigungsaltar, der ihr als Geschenk der Christenserinnen anlässlich der Auflösung ihres Mutterhauses und der zugehörigen Kapelle an der Aureliusstraße übergeben wurde.
Darüber hinaus besitzt die Kapelle drei Glocken, eine aus dem Jahr 1663 mit 25 cm Durchmesser und 23 cm Höhe, eine Glocke aus dem Jahr 1672, die Franz von Trier gegossen hatte, und eine Glocke von 1819.

## Die Sieben Burtscheider Fußfälle
Von Beginn an säumten sieben Bildstöcke und abschließend ein aufgerichtetes Pilgerkreuz unter einem Schutzdach den Weg von der Abtei Burtscheid zur Marienkapelle, die als die Sieben Fußfälle von Burtscheid bekannt sind. Analog dem Gedächtnis der Schmerzen Mariens symbolisieren diese Reliefs die sieben Schmerzen Mariens. Im 18. Jahrhundert befanden sich die Bildstöcke als steinerne Wegkapellen mit Bildnischen und vorgelagerten Kniebänken rund um das Areal der Kapelle. Erst der Burtscheider Bürgermeister Barto von Löwenigh ließ 1832 die Bildtafeln nach einer grundlegenden Renovierung wieder entlang der damaligen Promenade, im Bereich der heutigen Kapellenstraße, aufstellen. Nach deren Ausbau 1862 wurden die Reliefs in die Mauer des Heißbergfriedhofs transloziert, wo sie bis 1970 verblieben. Auf Antrag der Gemeinde von St. Johann wurden sie dann erneut restauriert und anschließend im Rund der Kapelle eingelassen. Nachdem ab 1990 die Marienkapelle selbst renoviert werden musste, deponierte man die Bilder vorübergehend im Turm von St. Johann, bevor sie schließlich Mitte des Jahres 2014 wieder ihren Platz in der Kapelle erhielten.

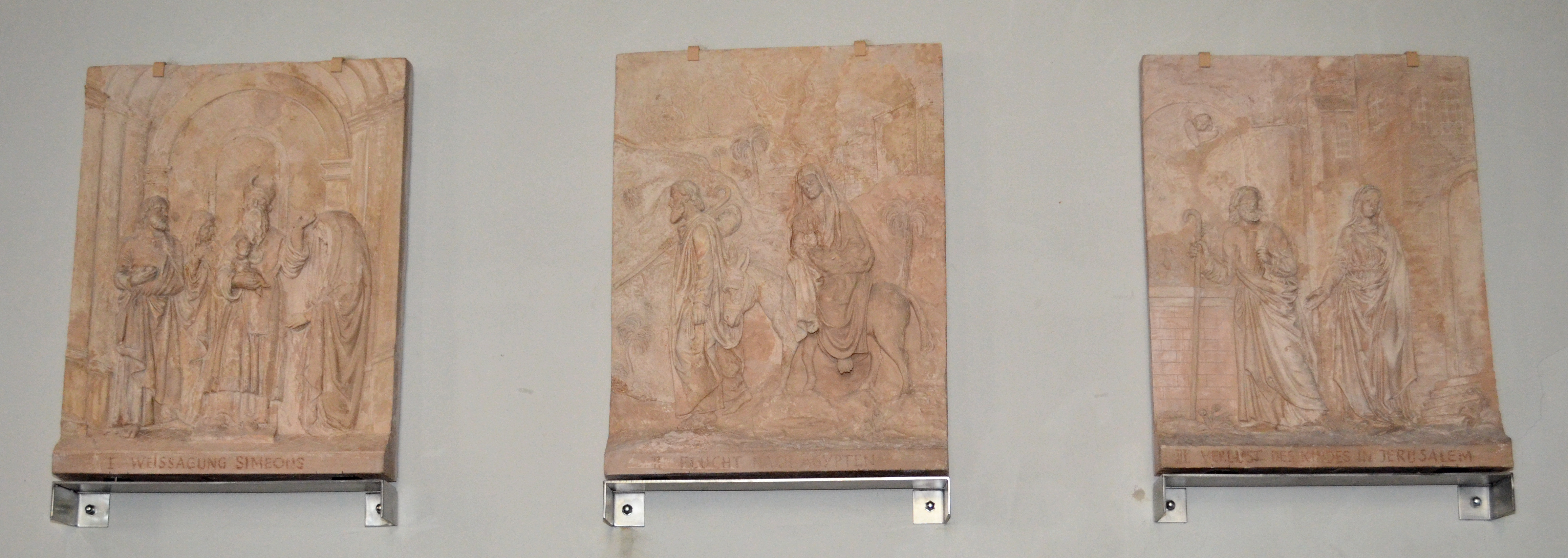
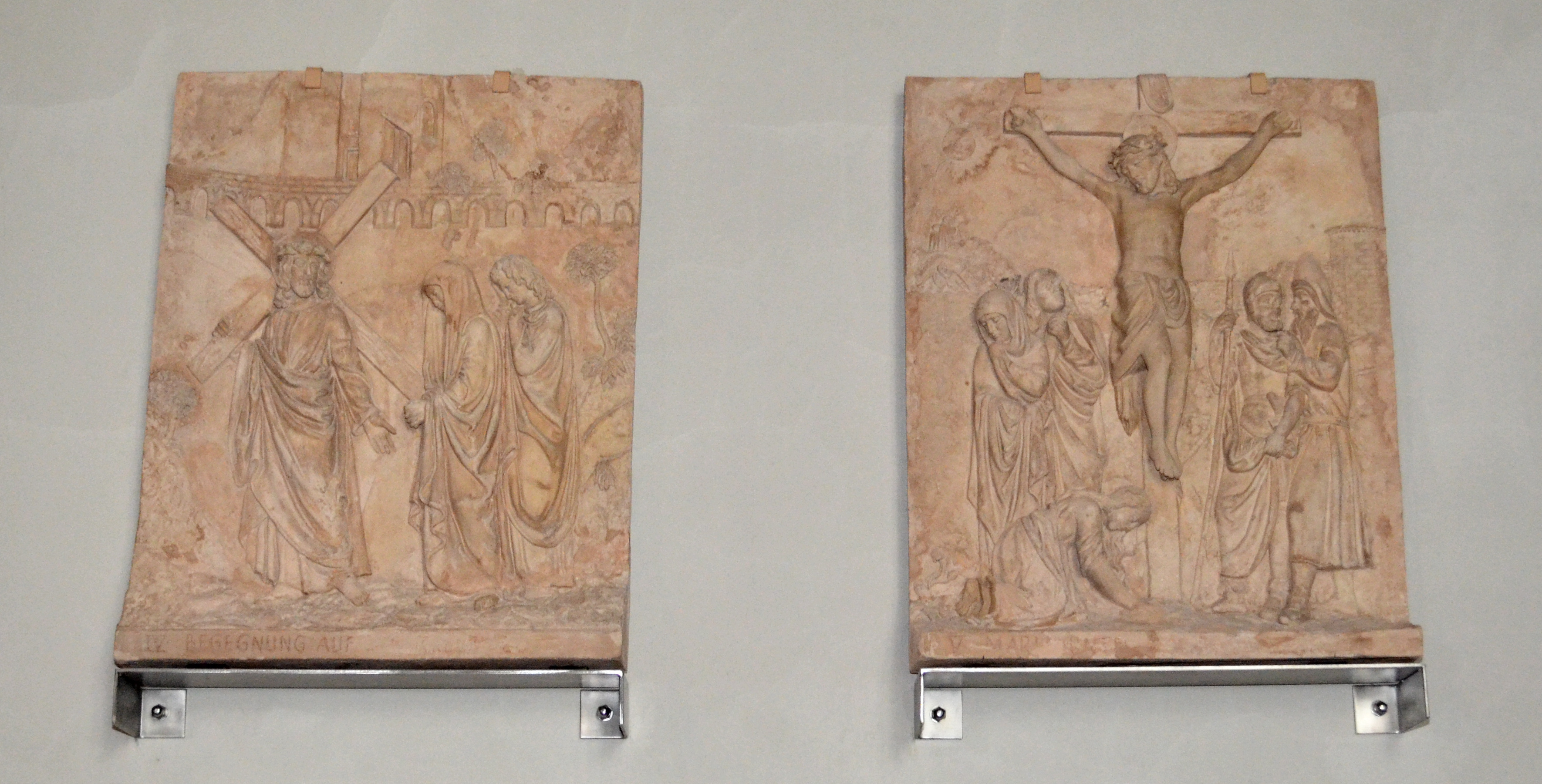
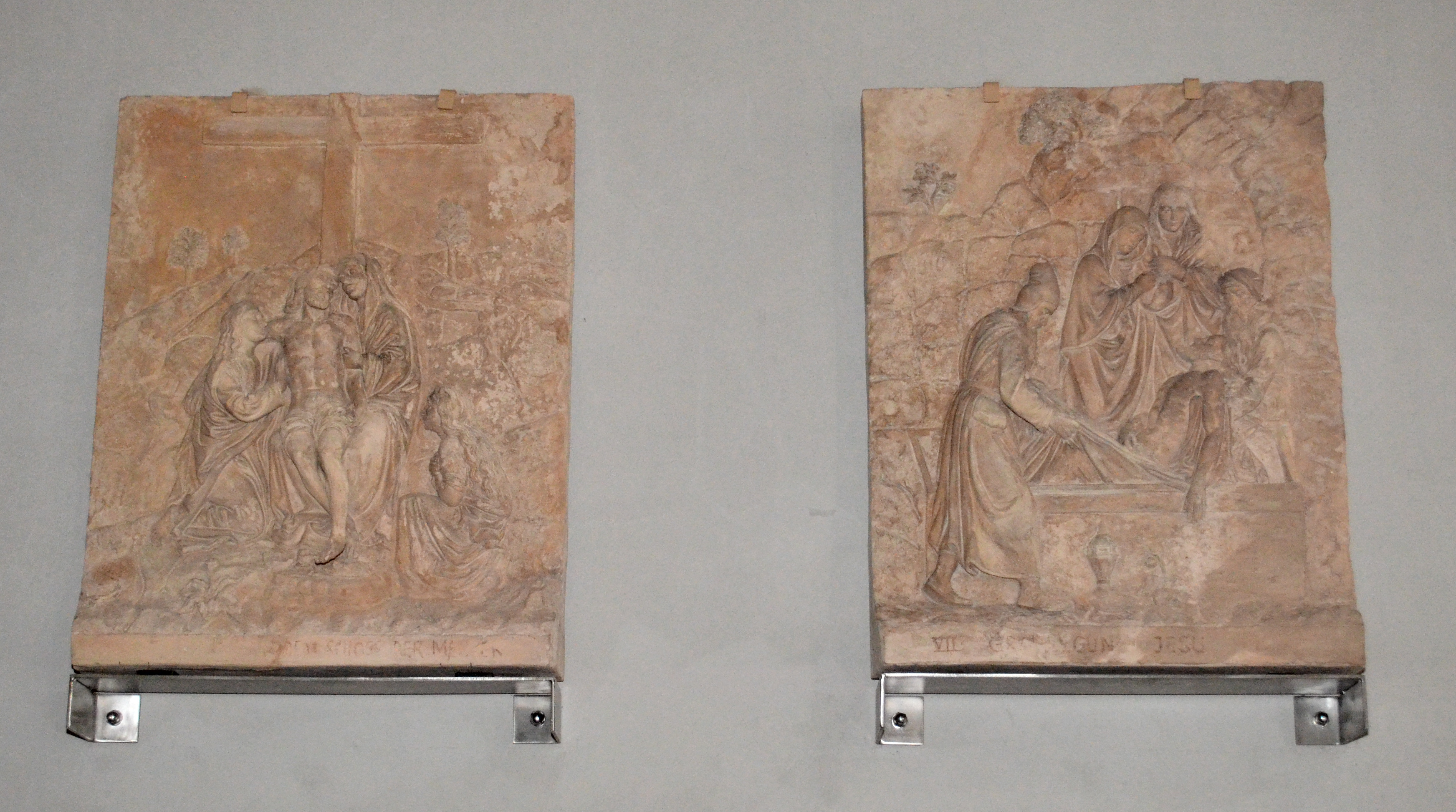